# Autódromo Termas de Río Hondo
Autódromo Termas de Río Hondo – tor wyścigowy znajdujący się w mieście Termas de Río Hondo, w Argentynie. Obiekt gościł m.in. takie serie jak TC 2000, Turismo Carretera i Formuła Renault. Początkowo planowano odbycie się jednej z rund MotoGP w roku 2013, ale z powodów politycznych przełożono ją na 2014. Architektem toru jest Włoch, Jarno Zaffelli, obiekt przeszedł gruntowny remont i już w 2013 zorganizowano testy z udziałem zespołów MotoGP, otrzymał on homologację od FIM i FIA.